# Мариан Тумлер
Мариан Йозеф Тумлер (на немски: Marian Joseph Tumler) е шестдесет и вторият Велик магистър на Тевтонския орден.